# نیوسوئدن (مین)
نیوسوئدن (به انگلیسی: New Sweden) یک منطقهٔ مسکونی در ایالات متحده آمریکا است که در شهرستان اروزتوک، مین واقع شده‌است. نیوسوئدن ۸۹٫۶۱ کیلومتر مربع مساحت و ۶۰۲ نفر جمعیت دارد و ۱۹۴ متر بالاتر از سطح دریا واقع شده‌است.